# Versoix (rivière)
Pour les articles homonymes, voir Versoix et Divonne (homonymie).
La Versoix ou la Divonne est une rivière française et suisse des cantons de Vaud et de Genève en Suisse et du département de l'Ain, en région Auvergne-Rhône-Alpes en France, ainsi qu'un affluent du Rhône par le lac Léman.

## Géographie
Son tracé est long d'environ 22 kilomètres, 6,9 km sont situés entièrement sur le canton de Genève, 3,8 km sont franco-genevois, 8,1 km sont franco-vaudois et 3,4 km sont entièrement français.[réf. souhaitée] Elle prend sa source sur les pentes du Jura en territoire français, dans le département de l'Ain où elle est appelée la Divonne, à 550 mètres d'altitude sur la commune de Divonne-les-Bains à proximité du golf de Divonne-les-Bains.
Après être passée par Divonne-les-Bains où elle contourne le lac artificiel dit lac de Divonne, elle longe sur près de onze kilomètres la frontière franco-suisse, avec le canton de Vaud où elle traverse une zone humide boisée. Dans le canton de Genève, elle reçoit son principal affluent l'Oudar sur le territoire de la commune de Collex-Bossy. Elle traverse les bois de Versoix. Elle se jette enfin dans le lac Léman au sud de la commune qui porte son nom, Versoix à 372 mètres d'altitude.
Son bassin versant a une surface de 92 km2, dont 21 % en Suisse et 79 % en France.

### Communes et cantons traversés
La Versoix traverse quatre communes françaises et six communes suisses, ainsi que deux cantons français dans un département et deux cantons suisses.
Dans l'Ain, la Versoix prend sa source dans la commune de Divonne-les-Bains, traverse les communes Grilly, Sauverny et Versonnex. Soit en termes de cantons, elle prend sa source dans le canton de Gex et traverse le canton de Ferney-Voltaire avant de continuer en Suisse.
Dans le canton de Vaud, la Versoix longe quatre communes de Terre Sainte: Bogis-Bossey, Chavannes-de-Bogis, Commugny, Chavannes-des-Bois.
Puis dans le canton de Genève, elle traverse la commune de Collex-Bossy et la commune de Versoix, lieu de son embouchure dans le Léman.

### Organismes gestionnaires
À partir de 2000, des études ont abouti à l'élaboration d'un projet de contrat de rivières transfrontalier du Pays de Gex-Léman qui concerne cinq rivières dont la Versoix. Il a été signés par des partenaires des deux pays en  février 2004 à Divonne. 

En Suisse, plusieurs services du canton de Genève collaborent avec la commune de Versoix pour la renaturation du cours d'eau, l'amélioration de la qualité de l'eau, la prévention des crues, l'entretien des berges, l'aménagement des alentours et l'étiage. Trois organismes complémentaires gèrent la politique de l’eau. Les schémas de protection, d'aménagement et de gestion des eaux (SPAGE) gèrent diverses thématiques par bassins versants, dont « Lac rive droite » où coule la Versoix. Il s’occupe entre autres de la protection contre les crues, de la qualité des eaux, et des eaux souterraines. Le plan régional d'évacuation des eaux (PREE) est responsable de l’assainissement des eaux usées et pluviales. Le plan général d'évacuation des eaux (PGEE) planifie au niveau communal ou intercommunal.

## Affluents
Les principaux affluents de la Versoix sont :
- en France : le nant de l'Oudar (rive droite) et le ruisseau du Munet (rive droite)
- en Suisse : Le Nant de Crève-Cœur (rive droite), le Creuson (rive gauche), le Nant de la Rebatière et La Fontaine de Pissevache (rive droite), Le Grenier.

Son nombre de Strahler (une mesure numérique de sa complexité de branchement) est de quatre.

## Histoire et aménagements

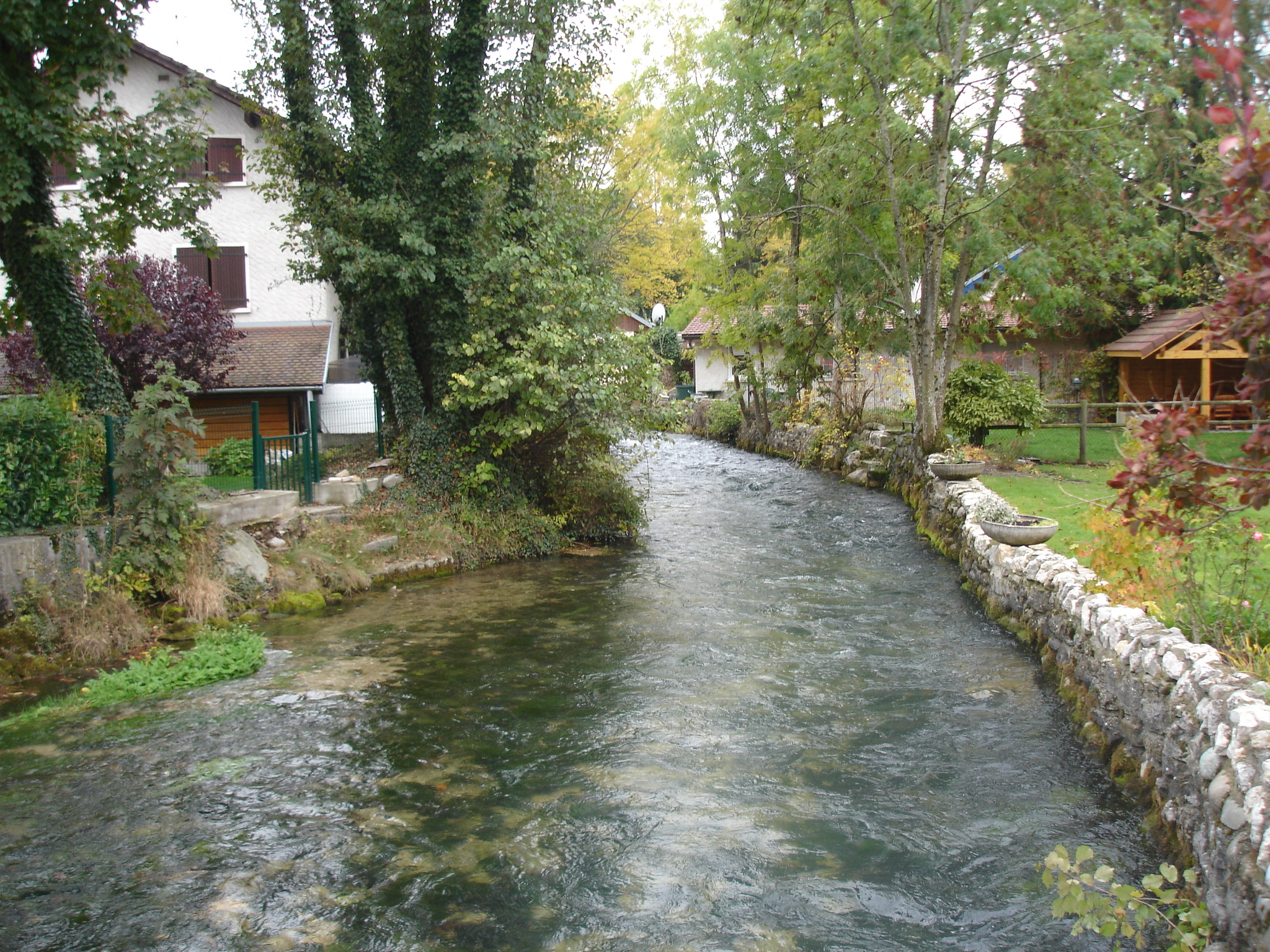
La Divonne à Divonne-les-Bains.

La première utilisation de la Versoix par l'homme remonte à l'antiquité romaine, lorsqu'un aqueduc est construit pour transporter l'eau captée à l'emplacement actuel du casino de Divonne, permettant d'alimenter Noviodunum (Nyon) en eau potable. Ce conduit de 1,35 mètre de hauteur sur 1 mètre de large, encore repérable de nos jours sur certains tronçons, est abandonné entre le IVe et le Ve siècle.
En 1278, le seul château fort sur le cours de la Versoix, le château de Bâtie-Beauregard est construit par Pierre de Joinville sur une colline surplombant la rivière. En 1589, il sert à la résistance du parti savoyard face à l'arrivée des Genevois dans le pays de Gex. Ce château est démoli par les Genevois dans la nuit du 11 au 12 janvier 1590.[réf. nécessaire]
Au Moyen Âge, plusieurs châteaux d'eau sont construits le long du cours de la rivière qui est également exploitée par des moulins. En 1392 (puis à nouveau en 1448), les bois de la Versoix sont mis au ban pour éviter une déforestation rapide, provoquée en particulier par l'industrie du papier qui fleurit dans la région.
Cette industrie progresse encore pendant le XVIe siècle tout au long de la Versoix, la dernière papèterie n'ayant fermé ses portes qu'en 2000. En 1892, le moulin de Richelien sur le cours de la rivière est transformé en usine hydroélectrique et fournit en électricité une bonne partie de la région.
En 1995, le Sentier Nature de la Versoix est inauguré. Il traverse la Versoix entre le pont sous l'autoroute et la route des Fayards; on y accède à pieds par le chemin de Villars et le chemin des Colombières. Plusieurs partenaires ont participé à sa réalisation : l'Association Genevoise pour la Protection de la Nature (LSPN, actuellement Pro Natura Genève), le collège des Colombières (cycle d'orientation), le Service de la Protection de la Nature et des Paysages (canton de Genève), l'atelier Réalise et le studio B.A.O.B.A.B. L'Office Fédéral de l'Environnement, des Forêts et du Paysage (OFEFP), la LSPN, la Société de Banque Suisse et la Commune de Versoix ont contribué à son financement.

## Crues
La Versoix connaît périodiquement des crues, parfois importantes, dont les dernières dans les années 1990, inhabituellement hautes ou brutales, qui ont causé une accélération de l'érosion des berges.

## Qualité de l'eau
La Direction générale de l’eau l'apprécie au moyen d'analyses chimiques, de tests bactériologiques, d'observations  d'invertébrés, de diatomées et de poissons. Les prélèvements sont effectués dans 16 lieux, dont 7 dans la Versoix: à la source, au pont de Grilly, à Sauverny, en aval de l'Oudar, au pont de Bossy, à Mâchefer, à l'embouchure et 9 dans ses affluents.
Les résultats sont interprétés en fonction d'objectifs écologiques. La comparaison des résultats entre 2003 et 2015 permet de dégager des tendances à l'amélioration, à la péjoration ou au statu quo.

## Faune et flore
Le Castor fiber (anciennement nommé « bièvre ») a fait l'objet d'une réintroduction en Suisse, à Versoix, en 1956 par Maurice Blanchet et Robert Hainard. Maurice Blanchet est l'auteur, avec sa femme Jeanne d'un ouvrage intitulé « Le castor et son royaume (le Roman de Bièvre): le castor chez lui dans le bassin du Rhône (France) et la réintroduction d'une espèce disparue dans le bassin lémanique et en Suisse »
Les castors ont été piégés en Espagne et dans le midi de la France à l'aide de grandes cages qu'ils posaient dans les rivières. Ils ont transporté les castors dans leur voiture jusqu'en Suisse où ils les ont relâchés dans la Versoix et dans d'autres endroits comme dans le canton de Neuchâtel.
Les castors sont toujours présents le long de la Versoix. On peut aussi voir des huttes construites par des castors.